# Huracán Edouard (1996)
El huracán Edouard fue el ciclón tropical más fuerte de la temporada de huracanes del Atlántico de 1996, con vientos de 233 km/h (145 mph) a su paso. Edouard se mantuvo como huracán mayor durante ocho días, un tiempo inusualmente largo. Los orígenes de Edouard se formaron desde una onda tropical, la cual se convirtió en la depresión tropical Cinco el 19 de agosto de 1996, mientras se encontraba a unas 345 millas (555 km) al sureste de Cabo Verde. La depresión se movió hacia el oeste y se fortaleció hasta convertirse en la tormenta tropical Edouard el 22 de agosto. Se produjo una mayor intensificación y la tormenta se convirtió en huracán al día siguiente. A principios del 24 de agosto, la tormenta volvió a girar hacia el oeste-noroeste y comenzó a profundizarse rápidamente. A las 06:00 UTC del 25 de agosto, Edouard alcanzó sus vientos máximos sostenidos de 145 mph (233 km/h) y una presión barométrica mínima de 933 mbar. La tormenta siguió siendo un huracán importante durante casi ocho días. Edouard pasó muy al norte de las Antillas Menores y luego comenzó a girar nuevamente hacia el norte el 29 de agosto. Posteriormente, la tormenta pasó a medio camino entre el cabo Hatteras y las Bermudas el 1 de septiembre. Edouard se acercó a Nantucket, Massachusetts, pero giró hacia el este antes de llegar a tierra. El 3 de septiembre la tormenta se debilitó y pasó a ser extratropical.
Fue absorbido por un sistema más grande el 7 de septiembre. Edouard trajo mares agitados y ráfagas de viento a lo largo de la costa este de los Estados Unidos desde Carolina del Sur hacia el norte. Fuertes olas en Nueva Jersey ahogaron a 2 personas. También se produjeron erosión menor e inundaciones costeras en varios estados, especialmente en Nueva York y Massachusetts. En este último, ráfagas de viento de hasta 140 km/h (90 mph) dejaron sin electricidad a dos tercios de Nantucket, la mayor parte de Cape Cod y todo Martha's Vineyard. Los fuertes vientos en Maine dejaron a unas 1.900 personas sin electricidad en Portland. En Canadá, la tormenta provocó precipitaciones de hasta 136 mm (5,35 pulgadas) y ráfagas de 121 km/h (75 mph). El mar embravecido interrumpió el servicio de ferry y provocó el cierre de varias playas.
Los vientos causaron daños menores por un total de $20 millones de dólares. Además, el huracán generó fuertes olas y corrientes de resaca en las costas, causando la muerte de dos personas en Ocean City, Nueva Jersey, y numerosos heridos.

## Historia meteorológica
Una onda tropical se desplazó frente a la costa de África el 19 de agosto, acompañada de bandas espirales de convección alrededor de una zona de baja presión. Una gran circulación se desarrolló rápidamente al alcanzar el Océano Atlántico, y el sistema se organizó en la Depresión Tropical Cuatro a finales del 19 de agosto, mientras se encontraba a 345 mi (555,2 km) al sureste de Cabo Verde. Los pronósticos iniciales preveían una gran intensificación, incluyendo un pronóstico de que la depresión se fortalecería hasta convertirse en huracán en tres días. Sin embargo, la depresión permaneció desorganizada y se intensificó lentamente hasta alcanzar la categoría de tormenta tropical el 22 de agosto.
Tras convertirse en tormenta tropical, Edouard se fortaleció rápidamente debido al establecimiento de un anticiclón en altura sobre la tormenta. La tormenta se desplazó hacia el oeste en respuesta a una fuerte dorsal subtropical al norte, y Edouard se fortaleció hasta convertirse en huracán el 23 de agosto. Gracias a las condiciones muy favorables, el huracán se fortaleció rápidamente el 24 y 25 de agosto, alcanzando un máximo de 145 mph (233,4 km/h) categoría 4 en la Escala de huracanes de Saffir-Simpson. Una debilidad en la dorsal subtropical permitió un movimiento más al oeste-noroeste, y el huracán pasó a unos 250 mi (402,3 km) al norte de las Antillas Menores el 28 de agosto. Durante tres días, Edouard mantuvo una intensidad de categoría 4, aunque se debilitó a finales del 28 de agosto debido a un ciclo de reemplazo de la pared del ojo y a la cizalladura vertical.
A última hora del 29 de agosto, el huracán Edouard desarrolló tres paredes oculares concéntricas, un fenómeno inusual que coincidió con un aumento de fuerza a 140 mph (225,3 km/h). Una vaguada en la troposfera media giró el huracán hacia el norte, a una zona de condiciones desfavorables, y Edouard se debilitó a un huracán de categoría 3 el 31 de agosto. El 1 de septiembre, el huracán pasó aproximadamente a medio camino entre Bermudas y Cabo Hatteras, y giró hacia el nornoreste. Edouard continuó debilitándose al girar hacia el noreste, y el 2 de septiembre pasó a unas 95 mi (152,9 km) al sureste de Nantucket, Massachusetts, como un huracán de 80 mph (128,7 km/h), su punto de aproximación más cercano a Estados Unidos. Edouard se debilitó a tormenta tropical el 3 de septiembre y se convirtió en un ciclón extratropical poco después, mientras se encontraba al sur de Nueva Escocia. Como tormenta extratropical, Edouard giró hacia el este y luego rodeó la periferia de una tormenta extratropical mayor hasta ser absorbido por esta a primeras horas del 7 de septiembre.

## Preparativos

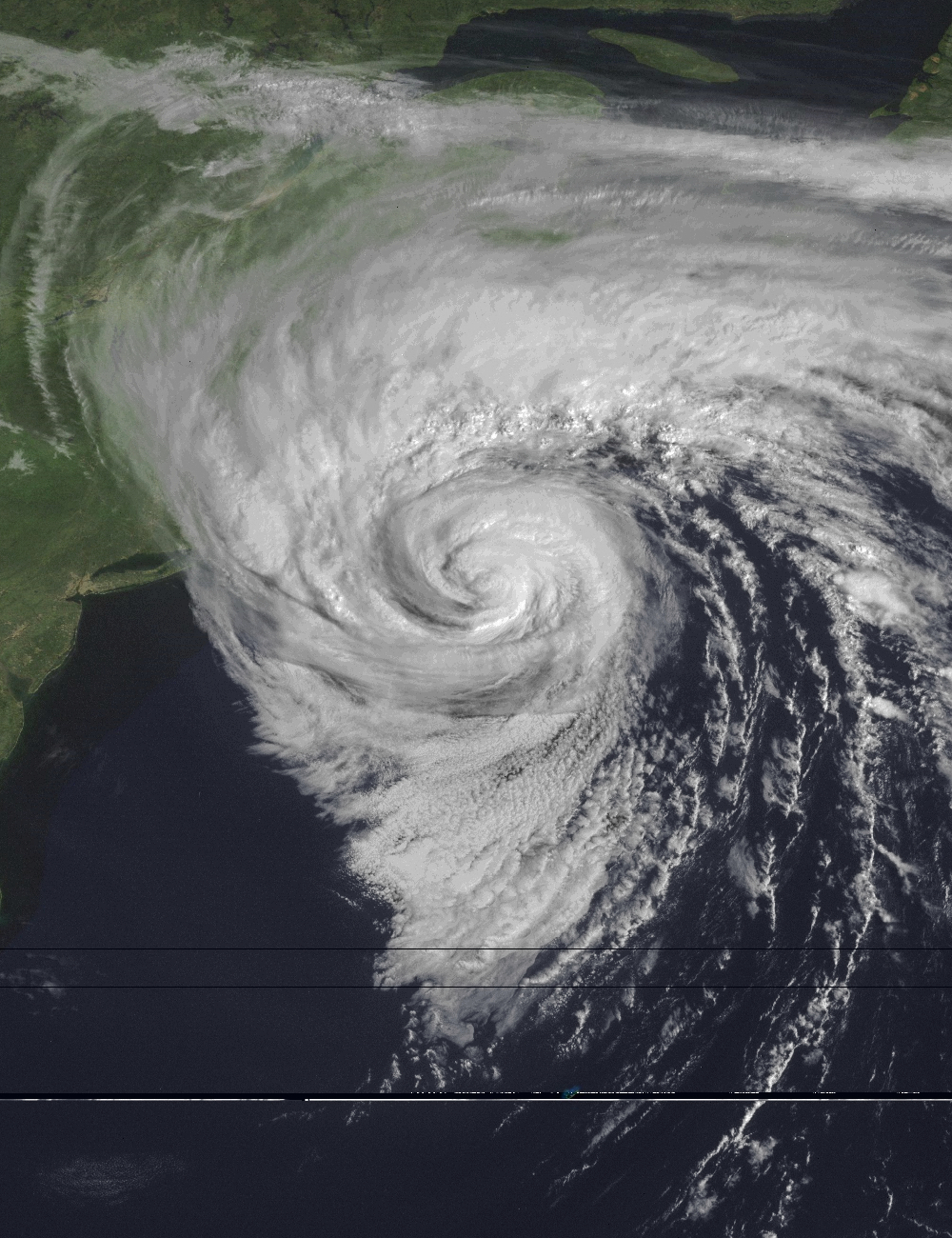
El huracán Edouard cerca de Nueva Inglaterra el 2 de septiembre

Un sistema de alta presión sobre Nueva Inglaterra generó la posibilidad de que Edouard se dirigiera hacia el oeste y golpeara a los Estados Unidos. Un modelo computacional predijo que el huracán azotaría cerca de Atlantic City, Nueva Jersey, con vientos de más de 179 km/h (111 mph) el Día del Trabajo. Esto llevó a las autoridades del condado de Cape May a considerar ordenar una evacuación durante el fin de semana con mayor afluencia turística del año, aunque esta nunca se llevó a cabo. Debido a la posibilidad de que toque tierra en la costa este de Estados Unidos, las autoridades del Centro Nacional de Huracanes emitieron alertas y avisos de ciclón tropical y huracán desde Cape Lookout, Carolina del Norte, hasta Eastport, Maine, en varias ocasiones. Se emitieron alertas de tormenta tropical desde Carolina del Norte hasta Watch Hill, Rhode Island, y desde la desembocadura del río Merrimack hasta la frontera entre Estados Unidos y Canadá, mientras que se emitieron alertas de huracán desde Watch Hill, Rhode Island, hasta el río Merrimack, Massachusetts. También se emitieron alertas de huracán para la zona de alerta de tormenta tropical.
En Carolina del Norte, Cape Lookout fue cerrado y evacuado antes del paso de la tormenta. Debido a la existencia de una alerta de huracán para el área metropolitana de la Ciudad de Nueva York, el alcalde de Nueva York, Rudy Giuliani, instó a los ciudadanos a prepararse. Además, las autoridades municipales habilitaron una línea de ayuda para huracanes, activaron el Centro de Comando de Emergencias de la ciudad en la Jefatura de Policía y distribuyeron folletos en las zonas propensas a inundaciones. Cerca de New Bedford, donde se predijo que tocaría tierra, se prepararon escuelas como refugios en caso de un impacto directo. El alcalde de New Bedford declaró el estado de emergencia para la ciudad. Sin embargo, pocas personas permanecieron en refugios durante el paso de la tormenta. En Cape Cod, miles de turistas y residentes de verano fueron evacuados en preparación para la tormenta, lo que provocó un atasco de tráfico de 18 millas (29,0 km). Como resultado, muchos balnearios perdieron millones en ingresos potenciales. De quienes permanecieron en Cape Cod, 900 se alojaron en refugios de emergencia cuando la tormenta pasó por la zona. En el Aeropuerto Internacional Logan de Boston, numerosos vuelos fueron cancelados o retrasados para trasladar aviones a un lugar seguro. Muchos marineros sacaron sus botes del agua antes de la tormenta. En un momento dado, en el puerto de Mattapoisett, los trabajadores sacaban botes a un ritmo de uno cada ocho minutos. En Maine, la Cruz Roja abrió varios refugios de emergencia, aunque nunca se utilizaron. Al igual que en Massachusetts, los marineros sacaron sus botes y, gracias a la cobertura mediática, los residentes estaban bien preparados para el huracán.

## Impactos
A pesar de las predicciones iniciales, los efectos de Edouard fueron mucho menores de lo esperado. Fuertes olas azotaron gran parte de la costa este de Estados Unidos, causando dos muertos y numerosos heridos. En 2011, el Centro Nacional de Huracanes informó que Edouard había causado un total de $20 millones de dólares estadounidenses, con los mayores daños registrados en Cape Cod, donde las ráfagas de viento moderadas resultaron en 4,6 millones de dólares estadounidenses (USD 2007).

### Carolinas y el Atlántico Medio
En Carolina del Sur, se informó de una erosión costera menor en los condados de Charleston y Colleton. Oleajes de hasta 15 pies (4,6 m), en combinación con fuertes olas, provocaron un desbordamiento en la Ruta 12 en la Isla Hatteras. Se produjo una ligera erosión de la playa. Vientos moderados de hasta 50 mph (80,5 km/h) derribaron algunos árboles y provocaron daños en las tejas de los edificios. En Delaware, el fuerte oleaje cerró numerosas playas costeras, mientras que las mareas de tormenta y las olas inundaron un campamento cerca del río Indian en el condado de Sussex. Fuertes olas en Nueva Jersey causaron la muerte de dos personas y heridas graves a otra. Los socorristas realizaron numerosos rescates a lo largo de la costa, mientras que otras playas permanecieron cerradas o con restricciones para el baño. Los vientos fueron leves en la costa de Jersey, con picos de menos de 30 mph (48,3 km/h).
En Nueva York, Edouard produjo fuertes olas y mareas de tormenta de entre 0,3 y 0,6 m (de uno a dos pies), lo que provocó inundaciones en el sur de Long Island debido a la pleamar. Se produjeron inundaciones costeras, incluso en Hampton Bays, Nueva York, donde las olas inundaron una carretera y cubrieron otra con arena. La inundación atrapó seis vehículos, mientras que el fuerte oleaje obligó al cierre de varias playas. Debido a que el huracán atravesó el Canal de Navegación de Nueva York, numerosos barcos reportaron vientos superiores a los de huracán, aunque en tierra firme los vientos se mantuvieron con fuerza inferior a la de tormenta tropical. Un barco zozobró frente a la costa de la isla Jones Beach, aunque sus pasajeros resultaron ilesos. El crucero MV Zenith de Celebrity Cruises sufrió daños por olas de entre 9 y 15 metros (30 y 50 pies), que lesionaron a varios pasajeros y tripulantes. Las precipitaciones fueron mínimas, con un máximo de menos de media pulgada en el este de Long Island.

### Nueva Inglaterra y Canadá
El huracán Edouard pasó a unos 95 millas (152,9 km)/h) al sureste de Nantucket, moviéndose a tan solo 12 mph (19,3 km/h), mucho más lento que los huracanes de Nueva Inglaterra anteriores. Esto provocó varias horas de fuertes olas, vientos y lluvia. El huracán produjo olas de hasta 31 pies (9,4 m) de altura, que arrastraron doce embarcaciones a la costa y dañaron muchas otras. Las fuertes olas y una marejada ciclónica de hasta 2,1 pies (0,6 m) en Nantucket inundaron algunas carreteras costeras. Edouard también produjo vientos con fuerza de tormenta tropical en gran parte de Massachusetts, así como una ráfaga con fuerza de huracán en Nantucket. Además, hubo informes no oficiales de ráfagas más fuertes, incluyendo 77 mph (123,9 km/h) en Cape Cod, 80 mph (128,7 km/h) en Martha's Vineyard y 90 mph (144,8 km/h) en Nantucket. Los fuertes vientos provocaron cortes de energía en dos tercios de Nantucket, en toda Martha's Vineyard durante seis horas y en la mayor parte de Cape Cod durante varias horas. Se reportaron cortes de energía que afectaron entre 35.000 y 40.000 personas en todo Massachusetts, aunque lejos de los cortes de energía causados por el huracán Bob cinco años antes. Los vientos también derribaron numerosos árboles y volaron el techo de la estación de bomberos en Hyannis, Massachusetts. Las precipitaciones fueron moderadas debido al huracán de lento avance, alcanzando un máximo de 6,37 mm en West Dennis, Massachusetts, y en muchas otras localidades se registraron más de 3 mm. Las lluvias provocaron inundaciones menores en las calles. Los daños en Cape Cod ascendieron a 3,5 millones de dólares (USD en 1996, 4,6 millones USD en 2007).
En New Hampshire, el huracán produjo ráfagas de viento de hasta 38 mph (61,2 km/h) y alrededor de 1 pulgada (25,4 mm) de lluvia a lo largo de la costa. En Maine, un fuerte oleaje cerró varias playas y causó dos heridos. Las olas también dañaron varias embarcaciones. Los vientos fueron moderados cerca de la costa, con un máximo de 47 mph (75,6 km/h) y ráfagas de hasta 54 mph (86,9 km/h) en la Isla Mount Desert. Los vientos derribaron varios árboles y provocaron cortes de energía esporádicos en todo el estado, incluida la pérdida de electricidad para 1.900 residentes de Portland. En Kittery, el agua cayó a través de un edificio de oficinas, dañando equipos informáticos. Las precipitaciones fueron menores, alcanzando un máximo de 1,23 pulgadas (31,2 mm) en Eastport.
En el sur de Nueva Escocia, Edouard provocó fuertes lluvias de 3,7 a 5,5 mm. Los vientos fueron moderados, alcanzando un máximo de 75 km/h en las Tierras Altas de Cabo Bretón. El huracán también causó erosión de las playas en el sureste de Nueva Escocia.